# Вуонг, Оушен
Оушен Вуонг (имя при рождении Vương Quốc Vinh; вьет. [vɨəŋ˧ kuək˧˥ viɲ˧]; род. 14 октября 1988, Хошимин) — американский поэт вьетнамского происхождения, эссеист и писатель, лауреат множества поэтических премий.
Его дебютный роман «Лишь краткий миг земной мы все прекрасны» был опубликован в 2019 году. В том же году он получил грант Макартура.

## Ранний период жизни
Оушен Вуонг родился в городе Хошимин во Вьетнаме. Его бабушка выросла в сельской местности, а его дед был белым американским солдатом военно-морского флота родом из Мичигана. Его бабушка и дедушка познакомились во время войны во Вьетнаме, поженились и родили троих детей, мать Оушена была одной из них. Его дедушка уехал домой в США, но не смог вернуться, когда Сайгон пал под властью коммунистов. Его бабушка, беспокоясь об их судьбе, разлучила его мать и тетушек, отправив их в детские дома. Лишь во взрослом возрасте сестры воссоединились. Они бежали из Вьетнама после того, как полицейский заподозрил, что его мать имеет смешанное происхождение и, в свою очередь, работает нелегально в соответствии с вьетнамскими законами.
Двухлетний Вуонг и его семья в конце концов прибыли в лагерь беженцев на Филиппинах, прежде чем получили убежище и мигрировали в Соединенные Штаты, поселившись в Хартфорде, штат Коннектикут, США, с шестью родственниками. После этого отец бросил семью. Позже Вуонг воссоединился со своим дедом по отцовской линии. Вуонг, подозревавший, что дислексия была семейным недугом, стал первым в семье, кто научился читать в возрасте одиннадцати лет.

## Образование
Вуонг учился в средней школе Гластонбери в Гластонбери, штат Коннектикут, школе, известной своими академическими успехами. «Я не знал, как его использовать», — сказал Вуонг, отметив, что его средний балл в одной точке был 1,7.
Когда он учился в старшей школе, он сказал коллеге-выпускнику Гластонбери Кэт Чоу, что он «понял, что должен покинуть Коннектикут». "Проведя некоторое время в местном колледже, Вуонг направился в Университет Пейс в Нью-Йорке, чтобы изучать маркетинг. Его пребывание там длилось всего несколько недель, прежде чем он понял, что это «не для него».
Затем он поступил в Бруклинский колледж Городского университета Нью-Йорка, где изучал английскую литературу XIX века под руководством поэта и писателя Бена Лернера и получил степень бакалавра английского языка. Он получил степень магистра искусств в области поэзии в Нью-Йоркском университете.

## Карьера

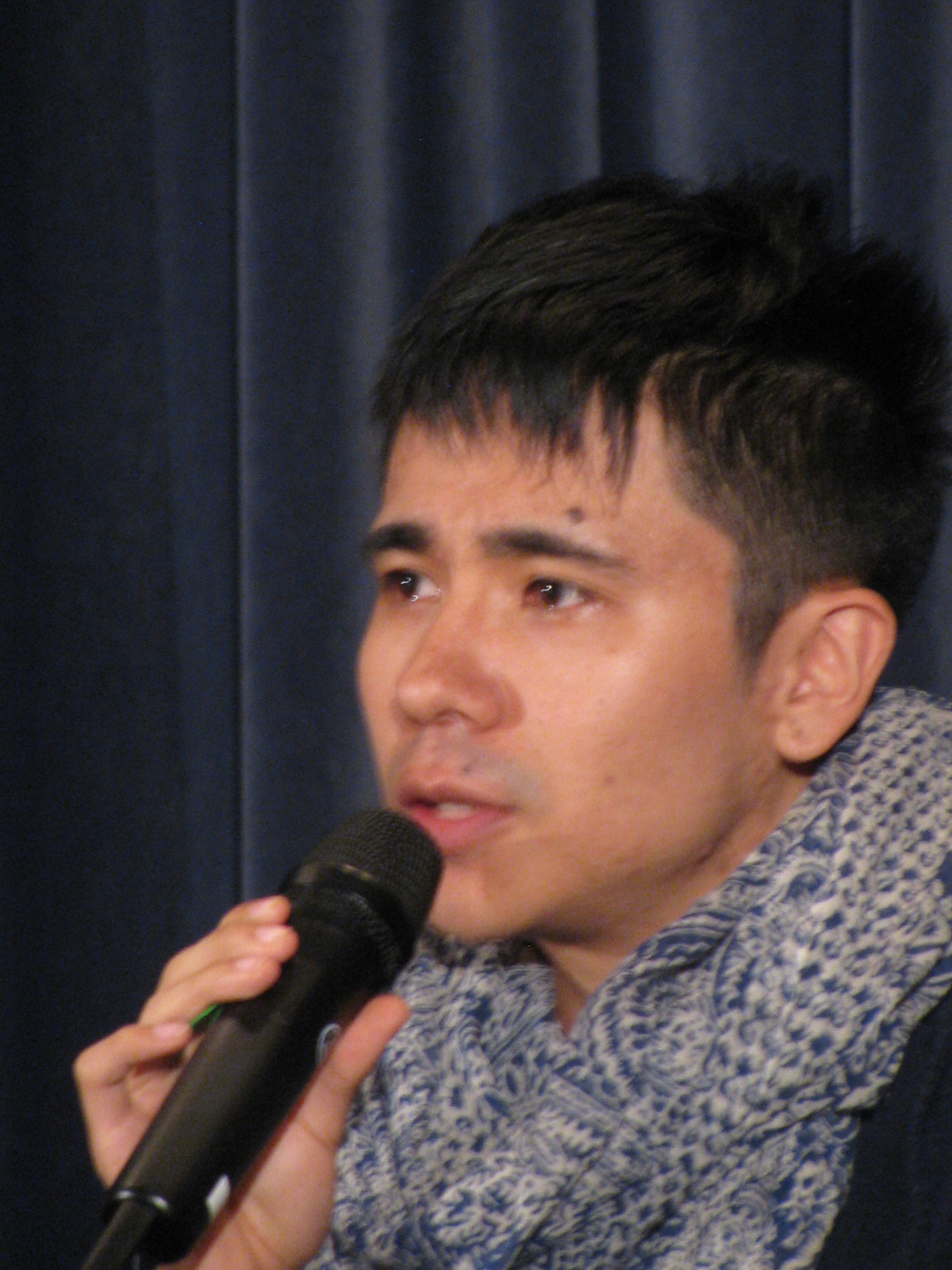
Чтения в Библиотеке Конгресса, 2015 г.

Стихи и эссе Вуонга были опубликованы в различных журналах, включая Poetry, The Nation, TriQuarterly, Guernica, The Rumpus, Boston Review, Narrative Magazine, The New. Республика, The New Yorker и The New York Times.
Его первая книга, Burnings (Sibling Rivalry Press), была в 2011 году выбрана Американской библиотечной ассоциацией «Над радугой» среди известных книг о негетеросексуальности. Его вторая книга "Нет " (YesYes Books была выпущена в 2013 году. Его дебютный полноформатный сборник Night Sky with Exit Wounds был выпущен издательством Copper Canyon Press в 2016 году; по состоянию на апрель того же года издательство выпустило второй тираж. Его первый роман On Earth We’re Briefly Gorgeous (Лишь краткий миг земной мы все прекрасны) был опубликован издательством Penguin Press 4 июня 2019 года. В статье для The New Yorker Джиа Толентино видит в романе «структурные отличительные черты поэзии Вуонга — его мастерское владение элизией, сопоставлением и последовательностями». Пол Бэтчелор, описывая первый сборник в New Statesman, отмечает сюрреалистическую образность поэзии Вуонга.
В августе 2020 года Вуонг стал седьмым писателем, внесшим свой вклад в проект Future Library. Проект, который собирает оригинальные произведения писателей каждый год с 2014 по 2114 год, останется непрочитанным до тех пор, пока собранные 100 произведений не будут опубликованы в 2114 году. Обсуждая свой вклад в проект, Вуонг высказал мнение, что «издательская деятельность во многом связана с тем, чтобы увидеть свое имя в мире, но при этом создает как раз обратный эффект, выдвигая на передний план ваш будущий призрак. Ты и я, нам придется умереть, чтобы получить эти тексты. Это головокружительная вещь, чтобы её уразуметь и написать о ней, поэтому я посижу с ней некоторое время».
В настоящее время Вуонг живёт в Нортгемптоне, штат Массачусетс, и является адъюнкт-профессором программы MFA для писателей в Массачусетском университете в Амхерсте. Он получатель стипендии Кундимана.

## Награды и стипендии
| Награда                                                                              | Год  | Источник |
| ------------------------------------------------------------------------------------ | ---- | -------- |
| Премия Академии американских поэтов Университета и колледжа поэзии                   | 2010 | [ 27 ]   |
| Премия Стэнли Куница для молодых поэтов                                              | 2012 | [ 28 ]   |
| Стипендия Фонда Элизабет Джордж                                                      | 2013 | [ 29 ]   |
| Премия Чада Уолша, Beloit Poetry Journal                                             | 2013 | [ 30 ]   |
| The Pushcart Prize                                                                   | 2014 | [ 31 ]   |
| Стипендиат Рут Лилли / Сержанта Розенберга                                           | 2014 | [ 32 ]   |
| The Narrative Prize                                                                  | 2015 | [ 33 ]   |
| Премия Уайтинга за поэзию                                                            | 2016 | [ 34 ]   |
| Forward Prize в области поэзии Приз Феликса Денниса за лучший первый сборник         | 2017 | [ 35 ]   |
| Премия Т. С. Элиота                                                                  | 2017 | [ 36 ]   |
| Стипендиат Кундиман                                                                  | 2018 | [ 26 ]   |
| Стипендиат Макартура                                                                 | 2019 | [ 3 ]    |
| Премия Дилана Томаса — в шорт-листе роман «Лишь краткий миг земной мы все прекрасны» | 2020 | [ 37 ]   |
| NAAAP Pride Award                                                                    | 2020 | [ 38 ]   |

## Личная жизнь
Вуонг рассказал, что его воспитывали женщины. Его мать, маникюрша, дала ему имя Бич. Во время разговора с покупателем мать Вуонга произнесла слово «пляж» как «стерва». Клиент предложил ей использовать слово «океан» вместо «пляж». Узнав определение слова океан — самый массивный классифицированный водоем, такой как Тихий океан, соединяющий США и Вьетнам, — она переименовала его в Оушен.
Вуонг — открытый гей и практикующий дзен-буддист.
Вуонг проживает в Нортгемптоне, штате Массачусетс, со своим партнером и одноутробным братом, которого приютил после смерти их матери.  